# 佐藤勝 (国文学者)
佐藤 勝（さとう まさる、1931年 -故人 ）は、日本の国文学者。帝京大学名誉教授。専門は日本近現代文学。
香川県生まれ。東京大学文学部卒業。1960年同大学院博士課程満期退学、麻布学園教諭、1966年東京女子大学文理学部専任講師、助教授、71年教授、帝京大学教授、文学部長、2002年定年退任、名誉教授。

## 著書
- 『評論・論説の教え方』右文書院 教え方双書 1968
- 『日本人が忘れてしまった美しい日本語』主婦と生活社 2002

### 共編著
- 『近代小説研究 作品・資料』紅野敏郎,平岡敏夫共編著 秀英出版 1969
- 『現代小説研究 作品・資料』紅野敏郎, 平岡敏夫共編著 秀英出版 1973
- 『シンポジウム日本文学 19 戦後文学』司会 学生社 1977
- 『戦後の文学 現代文学史』古林尚共編 有斐閣選書 1978
- 『日本現代小説大事典』浅井清共編 明治書院 2004
- 『かしこいお母さんに読んでほしい麻布の教育 なぜ、麻布学園出身者は卒業後に強いのか』監修 イースト・プレス 2005
- 『忘れかけた日本語辞典』小杉商一共編著 東京堂出版 2005
- 『いますぐ読みたい!!〈新時代〉作家ファイル100』小峰慎也,山本亮介著 監修 明治書院 2007
- 『炎の小説ガイド』編 明治書院 2007
- 『懐かしい日本語辞典』小杉商一共編著 東京堂出版 2008

## 参考
- 『麻布の教育』監修者紹介